# تجميد الأصول الإيرانية

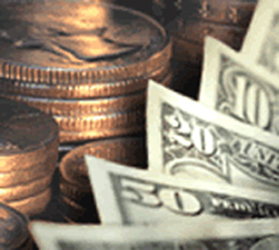
أموال إيران المحتجزة في الخارج تقدر ما بين 100 مليار $ إلی 120 مليار $.

منذ أكثر من ثلاثة عقود لا تزال الكثير من الأصول والأرصدة الإيرانية مجمدة في البنوك العالمية، وتتراوح حجمها ما بين 100 مليار $ إلی 120 مليار $. و 1.973 مليار دولار من هذه الأموال مجمدة في الولايات المتحدة. وفقا لتقرير مركز أبحاث الكونغرس تشمل الأصول المجمدة، بالإضافة إلى الأموال التي تحبس في حسابات البنوك، العقارات وغيرها من الممتلكات. تقدر قيمة العقارات إلإيرانية في الولايات المتحدة مع أيجارها في هذه السنوات، 50 مليون $.
إضافة إلی الأصول المجمدة في الولايات المتحدة، هناك أصول مجمدة في جميع أنحاء العالم، يتم تجميدها من قبل الأمم المتحدة.

## التاريخ
تاريخ تجميد الأصول الإيرانية يعود إلی بداية الثورة الإسلامية عام 1979، فبعد أن أطاحت الثورة نظام محمد رضا بهلوي المدعوم من أمريكا، وبعد عملية احتجاز الرهائن في السفارة الأمريكية في طهران، أعلن الرئيس الأميركي آنذاك جيمي كارتر تجميد كل الأصول الإيرانية.
ثم تم رفع التجميد من العديد من الأصول بعد انتهاء أزمة الرهائن بالتوقيع على اتفاقية الجزائر في الجزائر يوم 19 يناير 1981.
وايضا بعد اندلاع الثورة احتجزت الولايات المتحدة مبلغ 400 مليون دولار من أموال إيران التي كان نظام الشاه قد دفعها لحساب أمريكي قبل سقوطه عام 1979 كجزء من صفقة شراء معدات عسكرية، والتي لم يتم تسليمها لإيران حتى الآن.
وتشمل الكثير من أموال إيران المجمدة في الخارج الأموال الناتجة عن بيع النفط قبل رفع العقوبات، عندما كان بموجب عقوبات الولايات المتحدة يمكن لإيران بيع النفط إلى أي دولة في العالم بدون استلام الأموال.

## بعد المفاوضات النووية
خصصت بعض الصفحات من الاتفاقية الشاملة للبرنامج النووي الإيراني (JCPOA) إلى قائمة الكيانات والأفراد الذين سيرفع التجميد عن أرصدتهم. يقول «نادر حبيبي»، أستاذ الاقتصاد بجامعة برانديز: ان الاتفاقية الشاملة ستؤدي إلى الإفراج عن نحو 30 مليار $ من الأرصدة ويقدر رئيس البنك المركزي الإيراني ولي الله سيف، نسبة مماثلة تبلغ 32 مليار $ .